# Cercopithecidae
I Cercopitecidi (Cercopithecidae Gray, 1821) sono una famiglia di scimmie del parvordine Catarrhini o scimmie del Vecchio Mondo.
Appartengono alla superfamiglia Cercopithecoidea, di cui sono le uniche specie viventi, e sono dotati di coda (non prensile), a differenza degli ominoidi, l'altra superfamiglia dello stesso parvordine, che ne sono privi. Le specie attuali vivono in Asia e in Africa, ma specie fossili sono state ritrovate anche in Europa.

## Tassonomia
La famiglia comprende 23 generi, raggruppati in due sottofamiglie:

### Sottofamiglia Cercopithecinae
- Tribù Cercopithecini
  - Genere Allenopithecus (1 specie)
  - Genere Allochrocebus (3 specie)
  - Genere Cercopithecus (22 specie)
  - Genere Chlorocebus (6 specie)
  - Genere Erythrocebus (1 specie)
  - Genere Miopithecus (2 specie)
- Tribù Papionini
  - Genere Cercocebus (6 specie)
  - Genere Lophocebus (3 specie)
  - Genere Macaca (22 specie)
  - Genere Mandrillus (2 specie)
  - Genere Papio (6 specie)
  - Genere Rungwecebus (1 specie)
  - Genere Theropithecus (1 specie)

### Sottofamiglia Colobinae
- Genere Colobus (5 specie)
- Genere Simias (1 specie)
- Genere Nasalis (1 specie)
- Genere Presbytis (11 specie)
- Genere Procolobus (1 specie)
- Genere Piliocolobus (17 specie)
- Genere Pygathrix (3 specie)
- Genere Rhinopithecus (5 specie)
- Genere Semnopithecus (7 specie)
- Genere Trachypithecus (17 specie)

## Galleria d'immagini

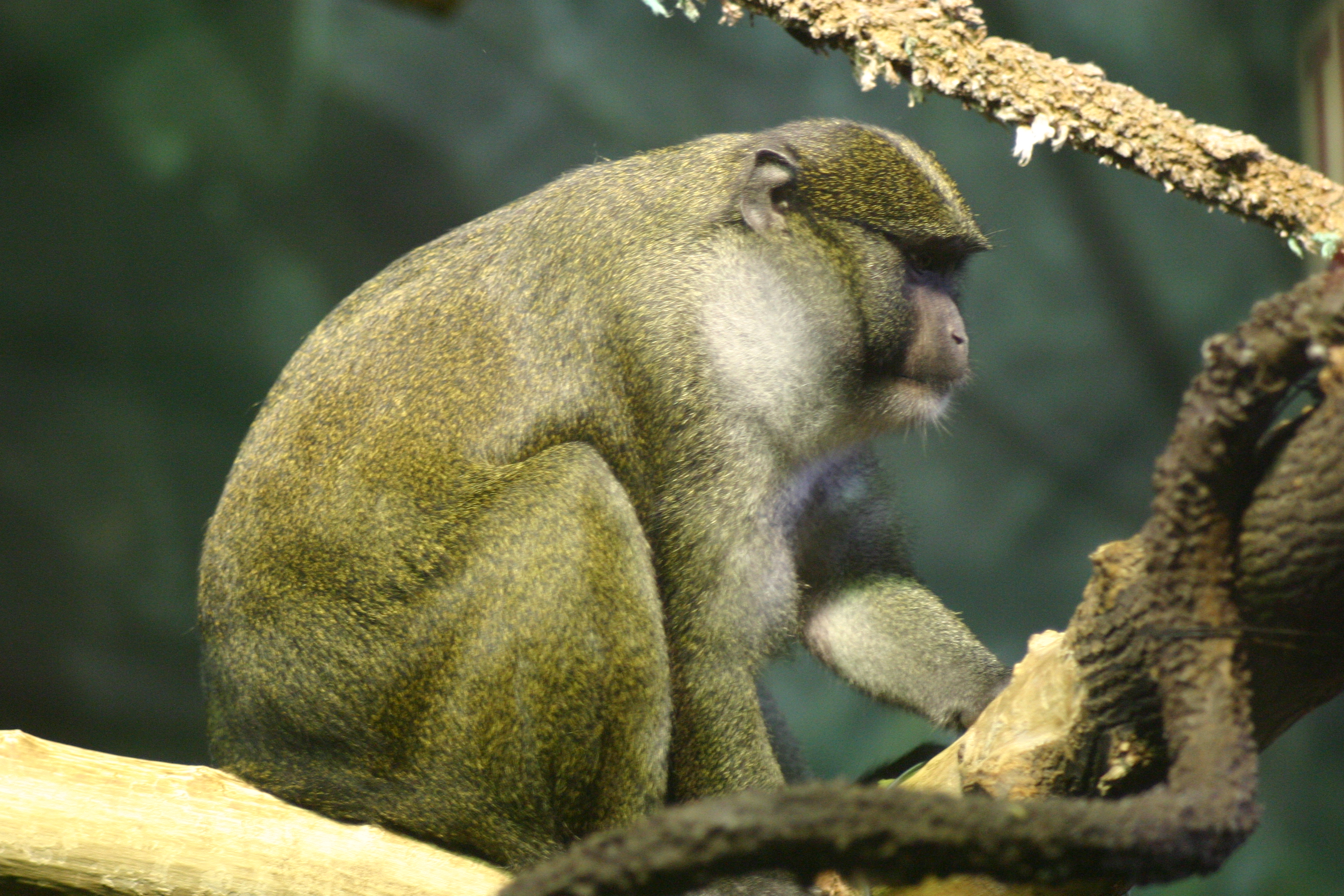
Cercopiteco di palude Allenopithecus nigroviridis
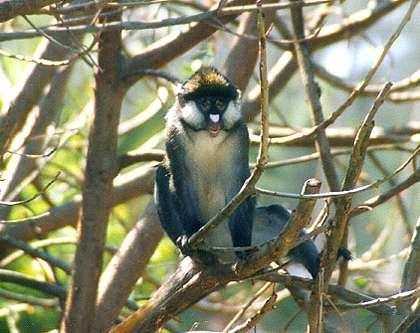
Cercopiteco nasobianco Cercopithecus ascanius
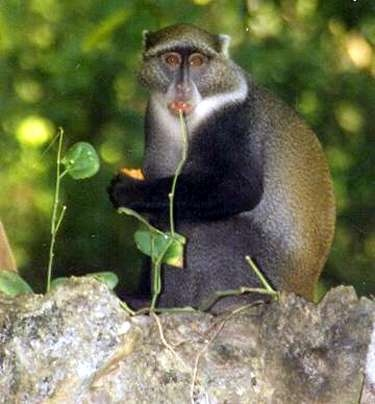
Cercopiteco dal diadema Cercopithecus mitis
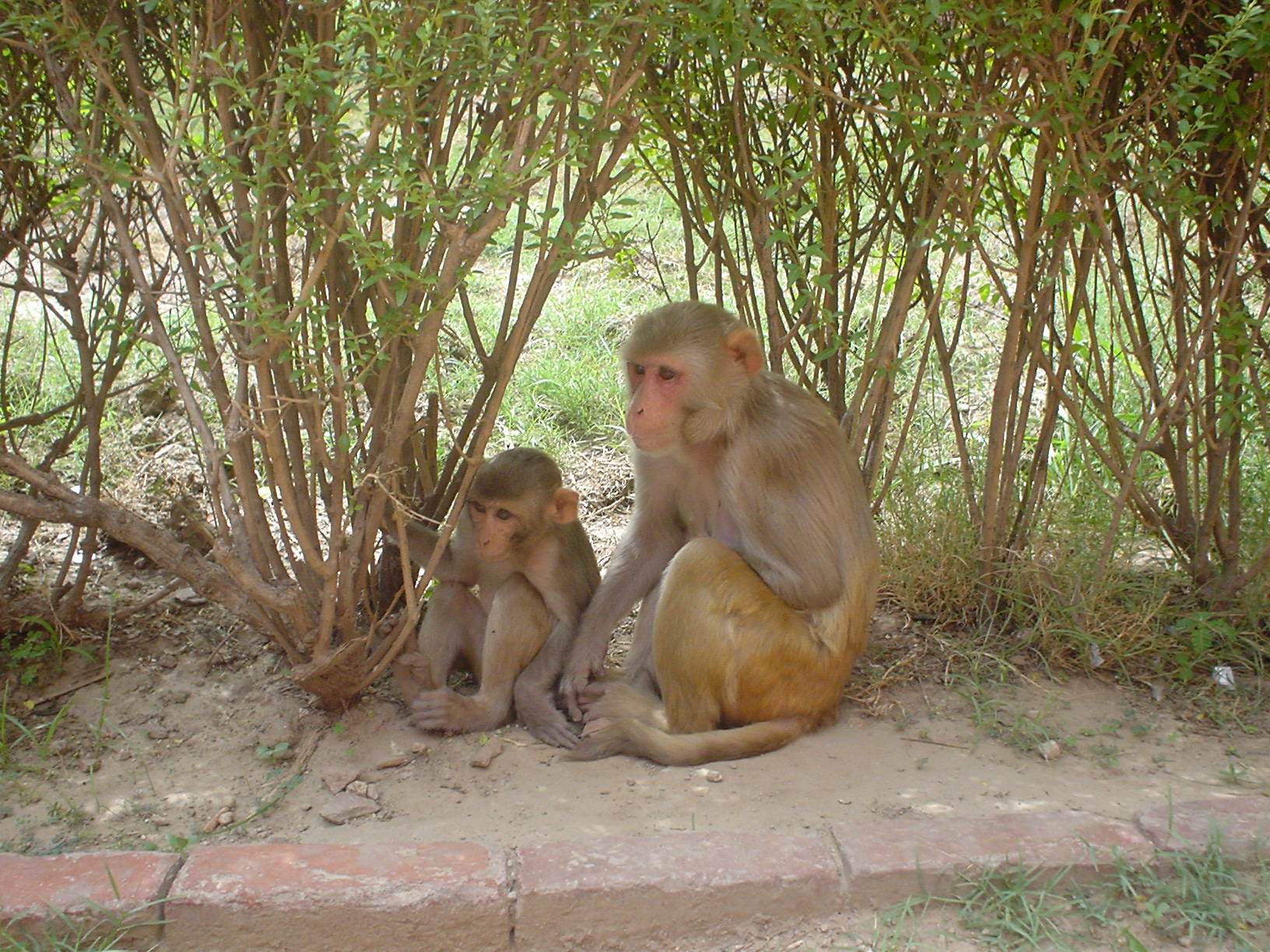
Macaco rhesus Macaca mulatta
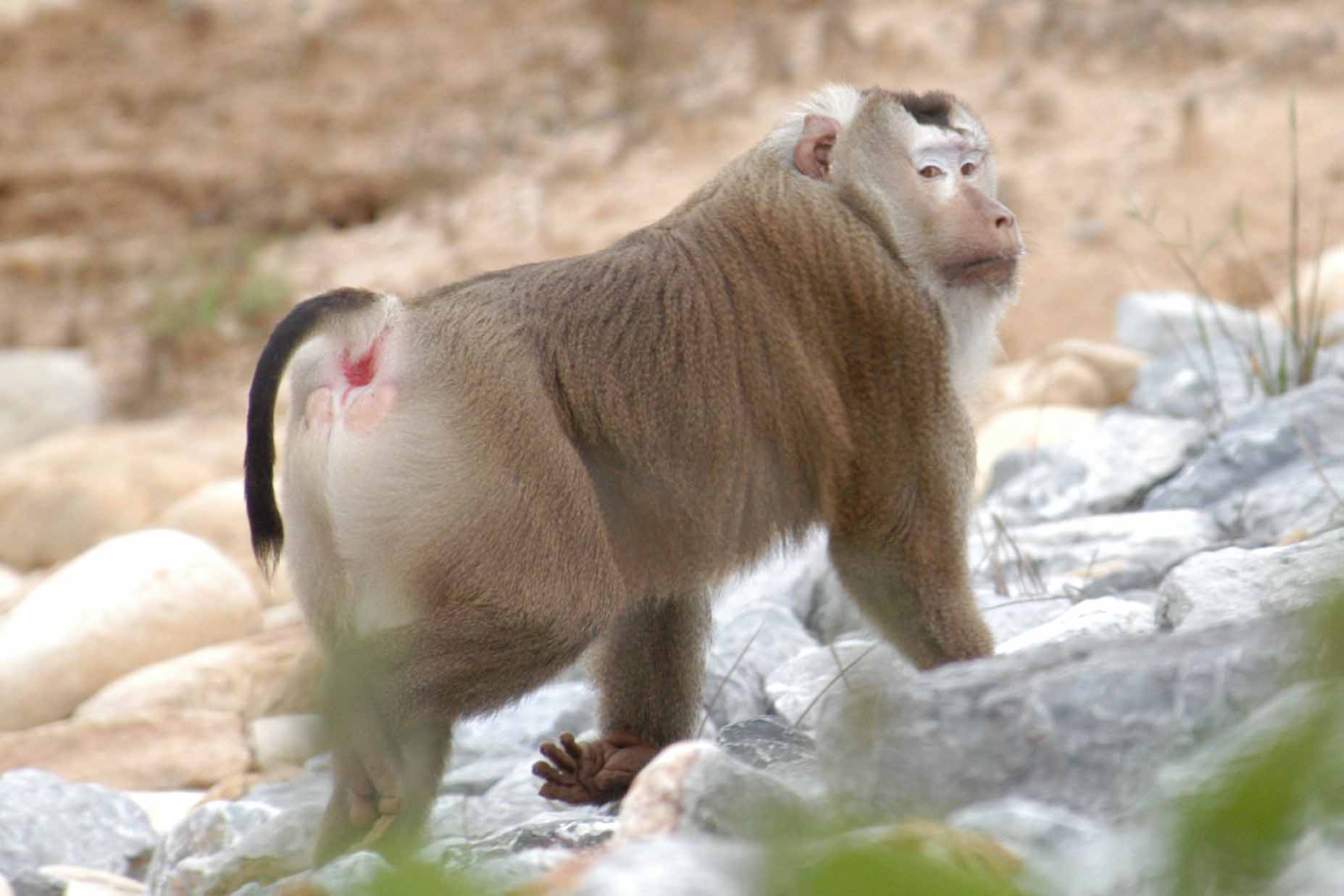
Macaco nemestrino Macaca nemestrina
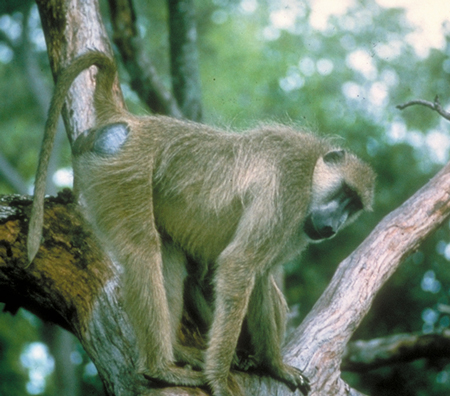
Babbuino giallo Papio cynocephalus
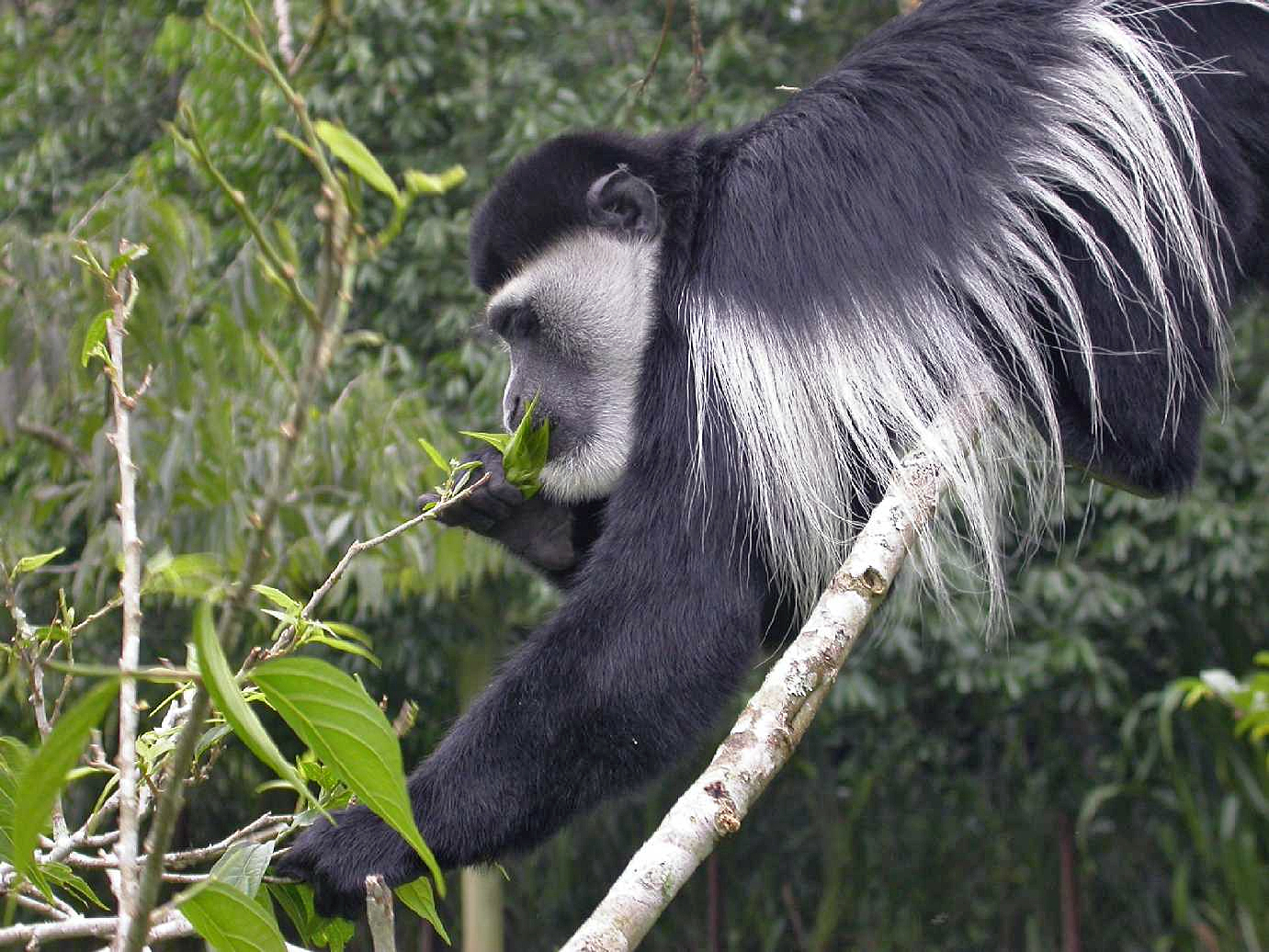
Guereza Colobus guereza
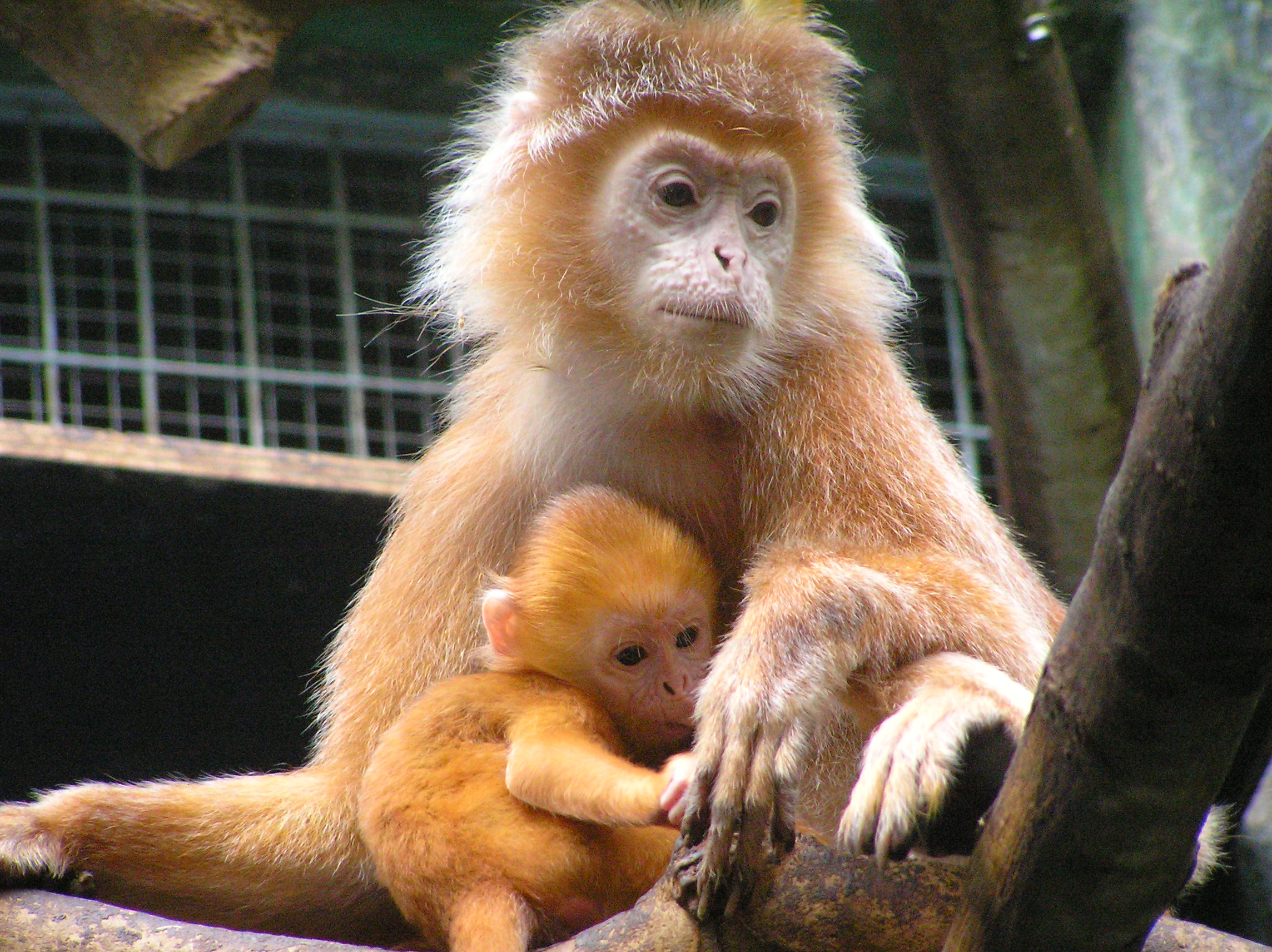
Preasbytis sp.
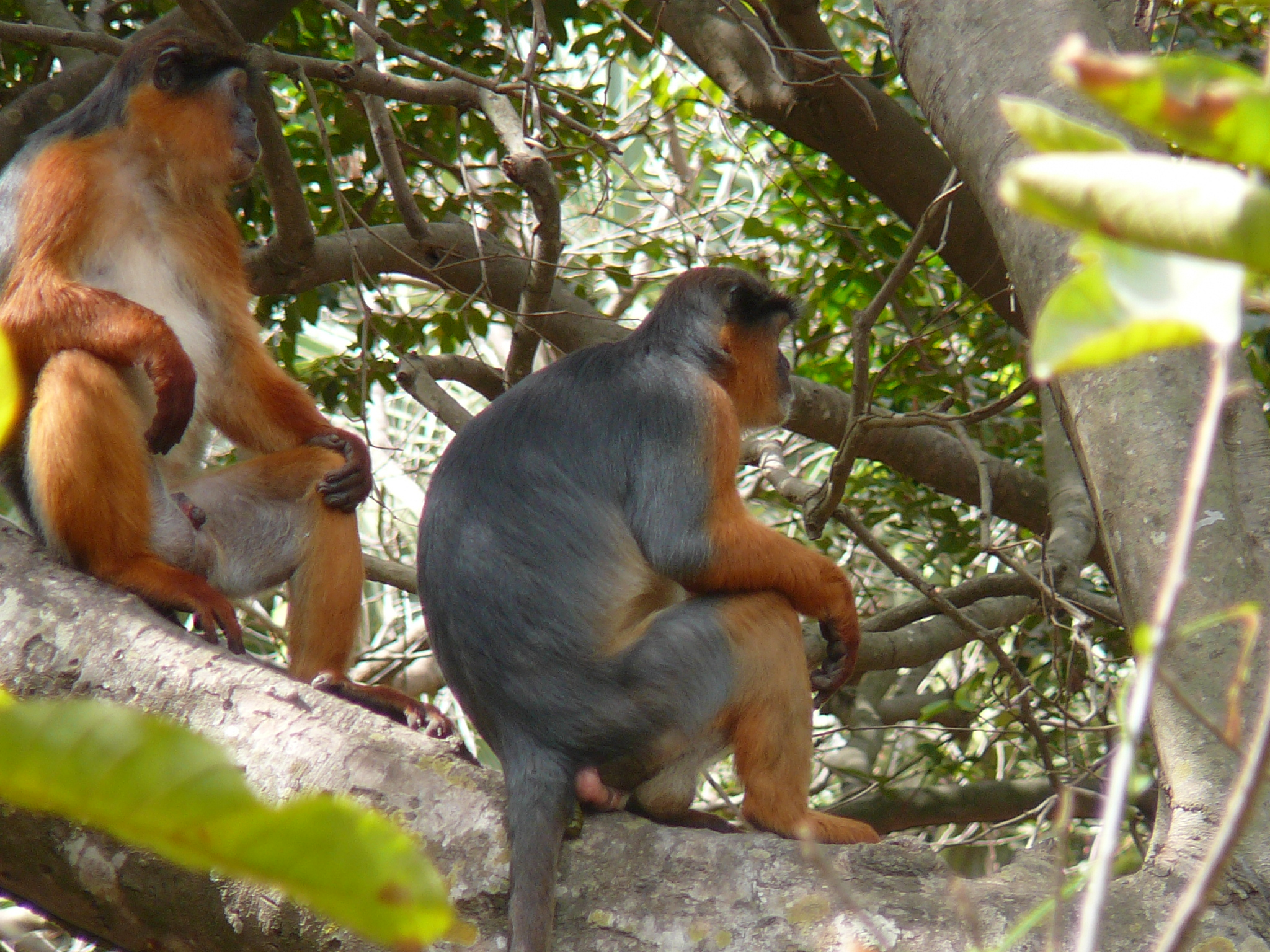
Colobo ferruginoso Piliocolobus badius
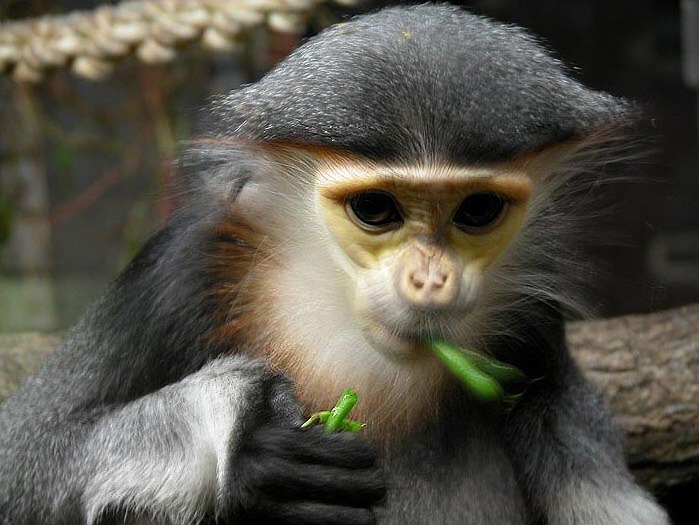
Langur duca Pygathrix nemaeus
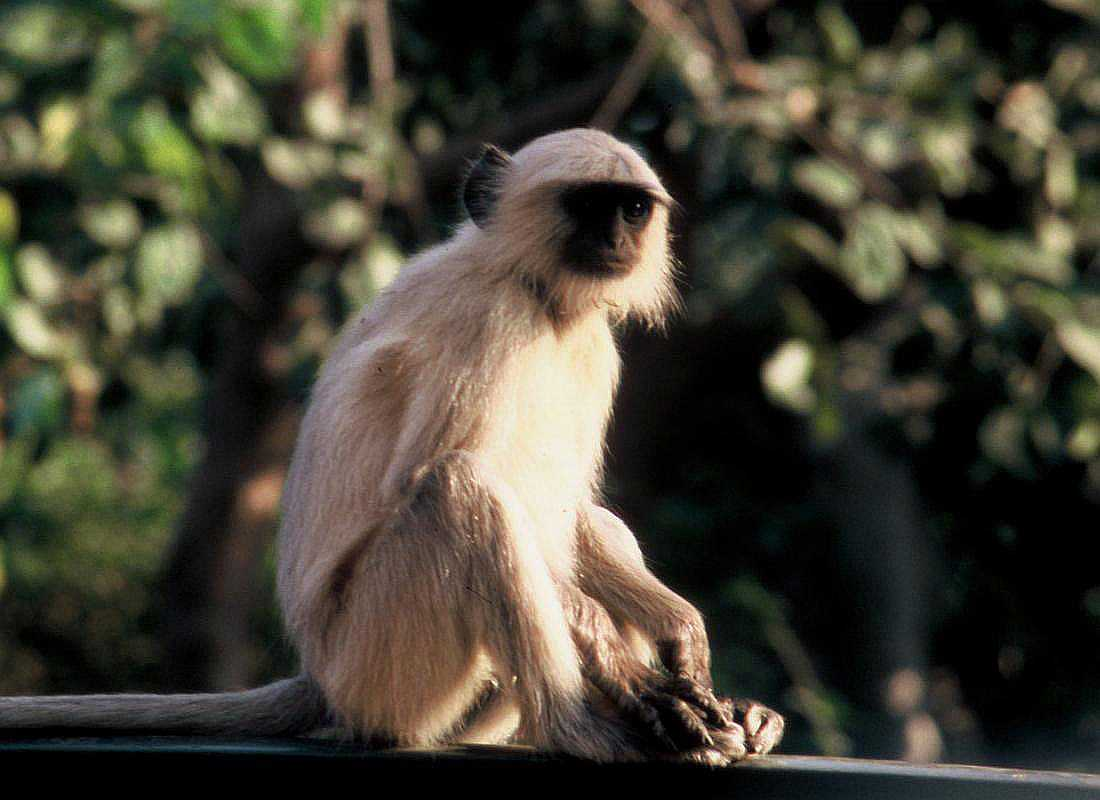
Semnopithecus sp.
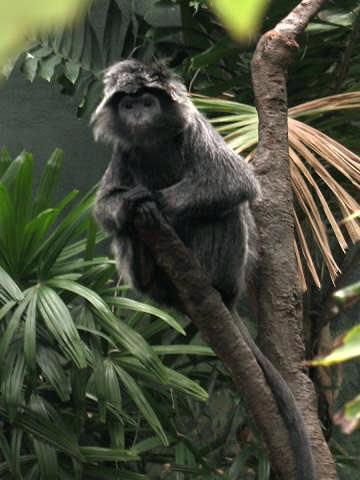
Budeng Trachypithecus auratus